# Liste der Monuments historiques in Paray-le-Frésil
Die Liste der Monuments historiques in Paray-le-Frésil führt die Monuments historiques in der französischen Gemeinde Paray-le-Frésil auf.

## Liste der Bauwerke
| Bezeichnung                         | Beschreibung              | Standort         | Kennzeichnung | Schutzstatus | Datum | Bild |
| ----------------------------------- | ------------------------- | ---------------- | ------------- | ------------ | ----- | ---- |
| Schloss (Fotos in der Base Mérimée) | Erbaut im 16. Jahrhundert | (Lage)           | PA00093251    | Inscrit      | 1981  |      |
| Fachwerkhaus                        |                           | Le Treuil (Lage) | PA00093252    | Inscrit      | 1987  |      |

## Liste der Objekte
- Monuments historiques (Objekte) in Paray-le-Frésil in der Base Palissy des französischen Kultusministeriums